# Oji River
Oji River est une zone de gouvernement local de l'État d'Enugu au Nigeria,.

## Source
- (en) Cet article est partiellement ou en totalité issu de l’article de Wikipédia en anglais intitulé « Oji River » (voir la liste des auteurs).